# César Pérez Gellida
César Pérez Gellida (Valladolid, 1974) es un escritor español de novela negra. Sus novelas destacan por su realismo y rigor en los campos criminalístico y forense.

## Biografía

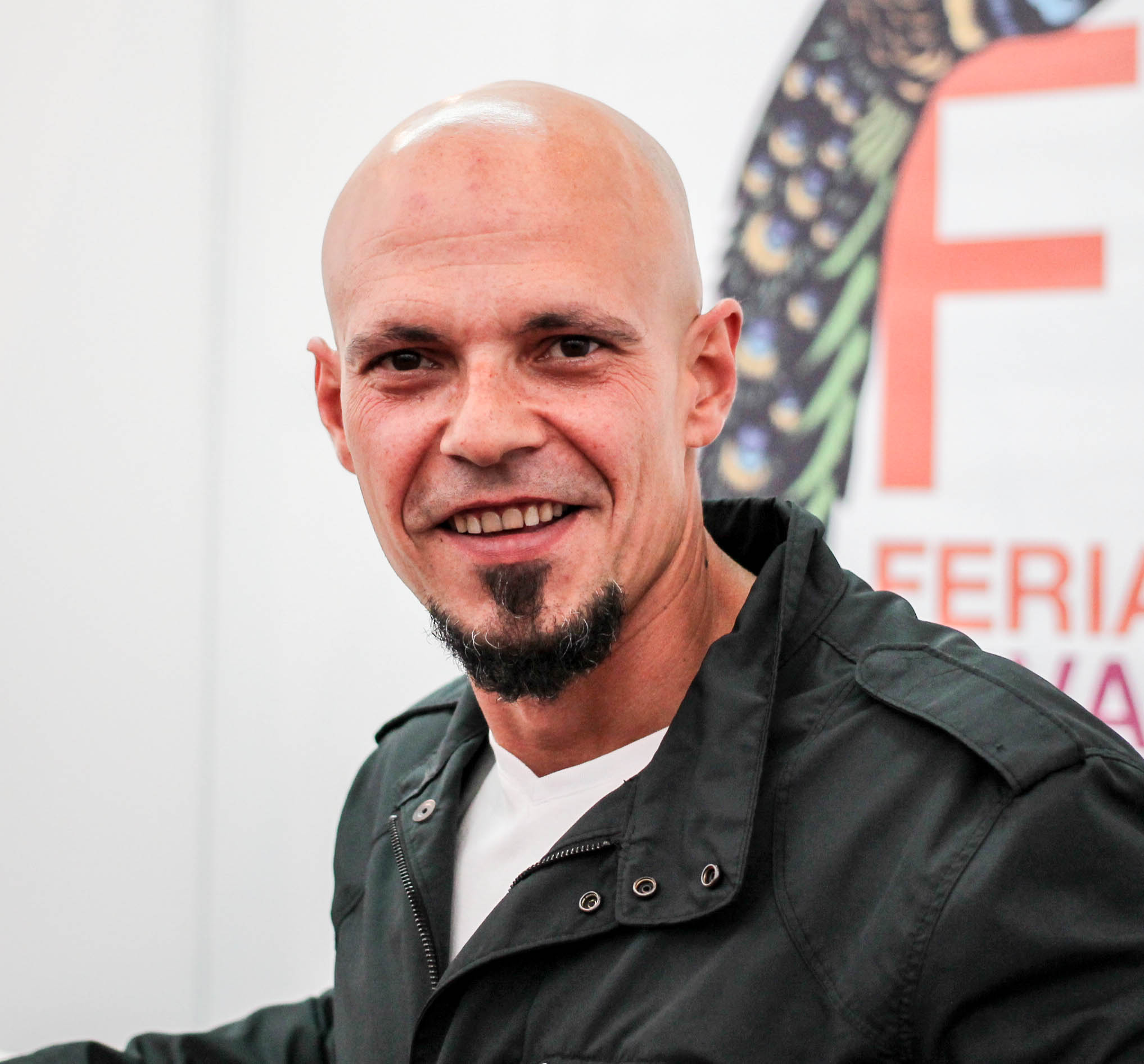
César Pérez Gellida en 2015.

Residió en Madrid y Buenos Aires, y actualmente vive en Valladolid. Es Licenciado en Geografía e Historia por la Universidad de Valladolid y máster en Dirección Comercial y Marketing por la Cámara de Comercio de Valladolid. Desde febrero de 2014 colabora con el diario El Norte de Castilla con una columna semanal en su sección de cultura llamada La Cantina del Calvo.
En 2018 fue elegido como Pregonero de las Ferias y Fiestas de la Virgen de San Lorenzo, en la ciudad de Valladolid. El 6 de enero de 2024 fue galardonado con el Premio Nadal por su novela Bajo tierra seca.

## Obra

### Novelas
- Memento Mori (2013, Suma) I Trilogía "Versos, canciones y trocitos de carne".
- Dies irae (2013, Suma) II Trilogía "Versos, canciones y trocitos de carne".
- Consummatum est (2014, Suma) III Trilogía "Versos, canciones y trocitos de carne".
- Khimera (2015, Suma)
- Sarna con gusto (2016, Suma) I Trilogía "Refranes, canciones y rastros de sangre".
- Cuchillo de palo (2016, Suma) II Trilogía "Refranes, canciones y rastros de sangre".
- A grandes males (2017, Suma) III Trilogía "Refranes, canciones y rastros de sangre".
- Konets (2017, Suma)
- Todo lo mejor (2018, Suma)
- Todo lo peor (2019, Suma)
- La suerte del enano (2020, Suma)
- Astillas en la piel (2021, Suma)
- Nos crecen los enanos (2022, Suma)
- Bajo tierra seca (2024, Destino). Ganadora Premio Nadal 2024.
- Nada bueno germina (2025, Destino)

## Adaptación audiovisual de Memento mori
En octubre de 2023 se estrenó en la plataforma Amazon Prime la adaptación audiovisual de Memento mori, la primera parte de la trilogía "Versos, canciones y trocitos de carne". El elenco principal lo conforman Yon González (Augusto y Orestes Ledesma), Francisco Ortiz (Ramiro Sancho),Juan Echanove (Carapocha) y Olivia Baglivi (Erika Lopategui). Está dirigida por el director Marco Castillo y producida por Zebra Producciones. El guion en el que participa el propio autor lo firma Luis Arranz, Germán Aparicio y Abraham Sastre. 
Con una gran acogida por parte del público, ocupó durante doce días el Top1 del ranking de Amazon Prime y se mantuvo en el Top 10 once semanas consecutivas desde la fecha de su estreno.
En abril de 2025 se estrenó la segunda temporada de la serie alcanzando en esa misma semana el Top1 del ranking general de Amazon Prime. 

### Otros
- Banda sonora de la trilogía Versos, canciones y trocitos de carne (2015, Warner Music). Cuenta con tres temas inéditos compuestos por Iván Ferreiro cuyas letras comparte la autoría con Pérez Gellida.
- Canción "Gris acero sobre Buenos Aires" compuesta por Julián Saldarriaga (guitarrista de Love of Lesbian y Mi Capitán) e Iván Ferreiro a partir de la letra incluida en "A grandes males" de Pérez Gellida.
- "Kodiak" Audiolibro escrito y publicado para Storytel.
- "Bogalusa" Audiolibro escrito y publicado para Storytel.
- "Adefesio" un relato original de César Pérez Gellida para Negra y Criminal de Cadena SER.

## Premios y reconocimientos
- Premio Racimo de Literatura 2013.[4]
- Premio Piñón de Oro otorgado en septiembre de 2014.[5]
- Medalla de Honor de la Sociedad Española de Criminología y Ciencias Forenses en 2014.[6]
- Premio a la mejor novela negra del año por Todo lo mejor en el festival Valencia Negra 2019.
- Premio Conde Ansúrez de Literatura en octubre de 2019.
- Premio Alcaide de Honor del Museo Nacional del vino en diciembre de 2019.
- Finalista del Premio de la Crítica de Castilla y León en 2019.[7]
- Premio Nadal en 2024.[8]
- Premio literario Villa de Íscar en 2025.